# Кабинет Барака Обамы
Кабинет Барака Обамы — администрация 44-го президента США Барака Обамы, возглавлявшая исполнительную власть Соединённых Штатов Америки с 20 января 2009 года по 20 января 2017 года.

## Приход к власти Барака Обамы
10 февраля 2007 года перед старым Капитолием штата Иллинойс в Спрингфилде Обама заявил свою кандидатуру на пост президента США. Место имело символический характер, поскольку именно там Авраам Линкольн в 1858 году произнёс историческую речь «Дом разделённый». На протяжении кампании Обама выступал за быстрое окончание Иракской войны, энергетическую независимость и универсальное здравоохранение. Лозунги его кампании — «Перемены, в которые мы можем поверить» и «Да, мы можем!» (песня Yes We Can, записанная рядом известных артистов с использованием слов из предвыборной речи Обамы, получила большую известность и премию Вебби).
За первую половину 2007 года кампания Обамы собрала 58 миллионов долларов. Маленькие пожертвования (меньше чем 200 долларов) составляли 16,4 миллионов от этой суммы. Это число установило рекорд для сбора средств президентской кампанией за первые шесть месяцев календарного года перед выборами. Величина маленькой части пожертвования тоже была чрезвычайна. В январе 2008 года кампания установила другой рекорд со сбором 36,8 миллионов долларов — наибольшее количество, когда-либо собранное кандидатом в президенты на предварительных выборах Демократической партии.
Обама — первый (единственный) кандидат в президенты, отказавшийся от государственного финансирования предвыборной кампании.

### Ход предвыборной кампании
Барак Обама стал единым кандидатом от демократов после того, как 7 июня 2008 года Хиллари Клинтон официально объявила о своем уходе из предвыборной гонки и поддержала кандидатуру Обамы. 25 июня 2008 года 42-й президент США Билл Клинтон впервые поддержал Обаму, через официального представителя, Мэтта Маккена, заявив о том, что сделает всё от себя зависящее, чтобы Барак Обама победил на президентских выборах в США в ноябре 2008 года.

### Предварительные выборы
Обама уверенно побеждал в штатах с высокой урбанизацией; наиболее сложными для Обамы были штаты, в которых преобладает белоe население, как, например, Западная Виргиния, Техас, Оклахома, Флорида. Также Обама одержал победы в традиционно республиканских штатах (например, на Аляске и Миссисипи, где традиционно поддерживают республиканцев с 1980 года) и, в то же время, в ультралиберальных штатах Вашингтон и Миннесота.
4 ноября Обама заручился поддержкой 338 из 538 выборщиков при необходимых 270 голосах, что означало его приход к власти 20 января 2009 года. При этом явка избирателей достигла рекорда — 64 %.

## Формирование Кабинета

### Промежуточный период, начало формирования кабинета
Промежуточный период начался, когда Обама был выбран президентом 4 ноября 2008 года. Во время промежуточного периода Обама озвучил состав Кабинета и Администрации Президента США. Вскоре после выборов 4 ноября Обама выбрал представителя штата Иллинойс Рама Эммануэля в качестве главы администрации Белого дома.
В Кабинет вошли бывшие соперники по праймериз: Хиллари Родхэм Клинтон в качестве государственного секретаря и Билл Ричардсон в качестве министра торговли США (уже 4 января 2009 года, ещё до вступления в должность, Ричардсон отказался от неё из-за возбуждённого против него федеральным большим жюри расследования).
1 декабря Обама объявил, что желает видеть Роберта Гейтса на посту министра обороны, это первый случай, когда министр обороны сохраняет пост при смене партии на посту президента.

## Состав Кабинета
| Должность                                             | Имя и фамилия          | Изображение | Дата вступления в должность |
| ----------------------------------------------------- | ---------------------- | ----------- | --------------------------- |
| Государственный секретарь                             | Хиллари Клинтон        |             | 21 января 2009 года         |
| Государственный секретарь                             | Джон Керри             |             | 1 февраля 2013 года         |
| Министр финансов                                      | Тимоти Гайтнер         |             | 26 января 2009 года         |
| Министр финансов                                      | Джейкоб Лью            |             | 28 февраля 2013 года        |
| Министр обороны                                       | Роберт Гейтс           |             | 18 декабря 2006 года        |
| Министр обороны                                       | Леон Панетта           |             | 1 июля 2011 года            |
| Министр обороны                                       | Чак Хэйгел             |             | 27 февраля 2013 года        |
| Министр обороны                                       | Эштон Картер           |             | 17 февраля 2015 года        |
| Генеральный прокурор                                  | Эрик Холдер            |             | 3 февраля 2009 года         |
| Генеральный прокурор                                  | Лоретта Линч           |             | 27 апреля 2015 года         |
| Министр внутренних дел                                | Кен Салазар            |             | 21 января 2009 года         |
| Министр внутренних дел                                | Салли Джуэлл           |             | 12 апреля 2013 года         |
| Министр сельского хозяйства                           | Том Вилсэк             |             | 20 января 2009 года         |
| Министр торговли                                      | Гэри Локк              |             | 26 марта 2009               |
| Министр торговли                                      | Джон Брайсон           |             | 21 октября 2011             |
| Министр торговли                                      | Пенн Притцкер          |             | 26 июня 2013 года           |
| Министр труда                                         | Хильда Солис           |             | 24 февраля 2009 года        |
| Министр труда                                         | Томас Перес            |             | 23 июля 2013 года           |
| Министр здравоохранения и социальных служб            | Кэтлин Сибелиус        |             | 28 апреля 2009 года         |
| Министр здравоохранения и социальных служб            | Сильвия Мэтьюс Бёруэлл |             | 9 июня 2014 года            |
| Министр жилищного строительства и городского развития | Шон Донован            |             | 26 января 2009              |
| Министр жилищного строительства и городского развития | Хулиан Кастро          |             | 28 июля 2014 года           |
| Министр транспорта                                    | Рэй Лахуд              |             | 23 января 2009              |
| Министр транспорта                                    | Энтони Фокс            |             | 2 июля 2013 года            |
| Министр энергетики                                    | Стивен Чу              |             | 21 января 2009 года         |
| Министр энергетики                                    | Эрнест Мониз           |             | 12 апреля 2013 года         |
| Министр образования                                   | Арне Дункан            |             | 21 января 2009 года         |
| Министр образования                                   | Джон Кинг              |             | 14 марта 2016 года          |
| Министр по делам ветеранов                            | Эрик Шинсеки           |             | 21 января 2009              |
| Министр по делам ветеранов                            | Роберт Макдональд      |             | 30 июля 2014 года           |
| Министр внутренней безопасности                       | Джанет Наполитано      |             | 21 января 2009 года         |
| Министр внутренней безопасности                       | Джей Джонсон           |             | 23 декабря 2013 года        |